# Ctenichneumon rothneyi
Ctenichneumon rothneyi là một loài tò vò trong họ Ichneumonidae.